# Lee Min-ho
Lee Min-ho (hangul: 이민호, hancha: 李敏鎬; ur. 22 czerwca 1987 w Seulu) – południowokoreański aktor filmowy.

## Życiorys
Jako młody chłopak Lee Min-ho planował zostać zawodowym piłkarzem, ale kontuzja w 5 klasie szkoły podstawowej przekreśliła te plany. W liceum zajął się aktorstwem. Przełomem w jego karierze stała się rola lidera F4 w serialu Kkotboda namja.

## Filmografia
- 2002: Romance, jako przeżywający trudności student
- 2003: Sharp 1, jako student
- 2005: Nonstop 5, jako gość
- 2005: Love Hymn, jako kelner
- 2006: Secret Campus, jako Park Du-hyun
- 2007: Mackerel Run, jako Cha Gong-chan
- 2007: I Am Sam, jako Heo Mo-se
- 2008: Get Up, jako Min Wook-gi
- 2009: Kkotboda namja, jako Gu Jun-pyo
- 2010: Personal Taste, jako Jeon Jin-ho
- 2011: City Hunter, jako Lee Yoon-sung
- 2012: Faith, jako Choi Young
- 2013: Spadkobiercy – Ten, kto chce nosić koronę, musi udźwignąć jej ciężar jako Kim Tan
- 2016: Legenda o Błękitnym Oceanie jako Kim Dam-ryeong / Heo Joon-jae (oszust)
- 2020: The King: Yeong-won-ui gunju jako Lee Gon
- 2022: Pachinko jako Koh Hansu
- 2023: Ask the Stars jako Gong Ryong

## Życie prywatne
W marcu 2015 Lee Min-ho zaczął spotykać się ze znaną południowokoreańską aktorką i piosenkarką Bae Suzy.